# José Domingo de Obaldía

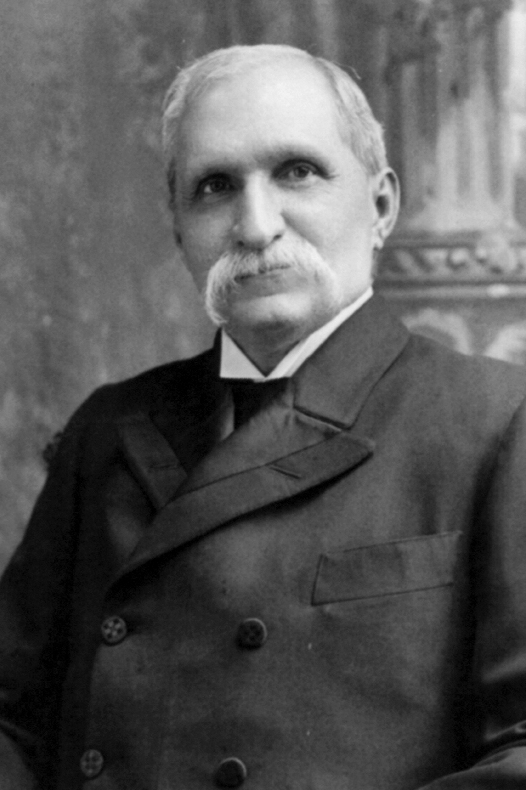
Jose Domingo de Obaldía

José Domingo de Obaldía (* 30. Januar 1845 in David, Provinz Chiriquí, Panama; † 1. März 1910) war der zweite Staatspräsident von Panama.

## Leben
Obaldia entstammt einer angesehenen und reichen Familie in Panama und studierte an einem französischen College in New Haven, Connecticut. Nach seiner Rückkehr nach Panama heiratete er Manuela Jovane, ebenfalls einer begüterten Familie entstammend, und führte erfolgreich die Geschäfte seines Vaters weiter. Nach dem frühen Tod seiner Frau heiratete er deren Schwester.
Zu dieser Zeit trat er in die Partido Liberal Nacional ein und widmete sich der Politik. Von 1904 bis 1908 war er Vizepräsident von Panama. Am 1. Oktober 1908 trat er sein Amt als Nachfolger von Staatspräsident Manuel Amador Guerrero an und blieb im Amt bis zu seinem Tod am 1. März 1910. Sein Nachfolger wurde Carlos Antonio Mendoza.